# Mirkovac (Kneževi Vinogradi)

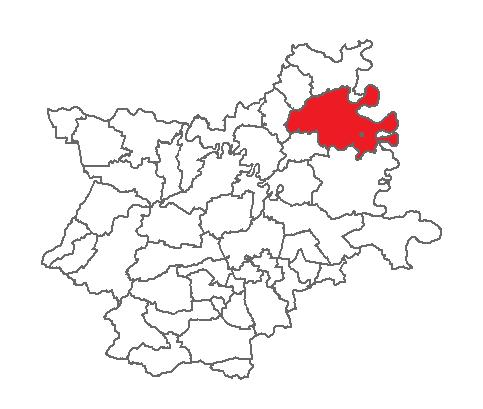
Lage der Siedlung Mirkovac in der Gespanschaft Osijek-Baranja

Mirkovac (ungarisch Keselyűs) ist ein Dorf in der Gemeinde Kneževi Vinogradi in der Gespanschaft Osijek-Baranja im Nordosten Kroatiens. Es hat 64 Einwohner (2021) und liegt nahe der kroatisch-ungarischen Grenze.

## Geographie
Die Siedlung ist 27 Kilometer nordöstlich von Osijek entfernt und befindet sich etwa 9 Kilometer südöstlich von Kneževi Vinogradi. Bis zur Staatsgrenze nach Ungarn sind es ca. 34 Kilometer und bis nach Serbien 16 Kilometer.

## Geschichte

### Frühneuzeit
Die Siedlung entstand erst um 1850 als landwirtschaftliches Anwesen von Bilje und wurde von den Arbeitern und deren Familie bewohnt. Das Landgut gehörte Erzherzog Karl und es blieb bis zum 1. Weltkrieg im Besitz seines Bruders Friedrich. Seit seiner Gründung hat der landwirtschaftliche Betrieb eine bedeutende Rolle in der Umgebung gespielt. Die Arbeitersiedlung besaß eine der drei großen Schweinefarmen des Landgutes. Im Jahr 1900 gab es in den Ställen 113 Kühe, 83 Zuchtfärsen, 14 Stiere, 47 Ochsen und 6 Zuchtbullen. Es wurde 237.000 Liter Milch, 174 Tonnen Käse und 1,5 Tonnen Butter pro Jahr produziert. Des Weiteren befand sich hier eine Mühle und eine Ziegelei. Der Transport der produzierten Güter zwischen den Dörfern und der Stadt Beli Manastir wurde durch eine kleine Schmalspurbahn sichergestellt, deren Bau 1906 begann und bis 1915 dauerte. Der letzte Abschnitt der Bahn von Sokolovac nach Kneževi Vinogradi wurde erst 1952 fertiggestellt und der komplette Transport mit dieser im Jahr 1962, aus Kostengründen, endgültig eingestellt.

### Neuzeit
Nach Ende des Ersten Weltkrieges und bis zum Friedensvertrag von Trianon gehörte die Region zum Komitat Baranya. Kurz darauf, im Jahr 1918, wurde es dem neuen Königreich Jugoslawien zugesprochen. Während des 2. Weltkrieges, von 1941 bis 1945, gehörte das Gebiet wieder zu Ungarn. Im Jahr 1947 bewirtschaftete der Ort 2700 Hektar Land. 1951 wurde der Betrieb des landwirtschaftlichen Unternehmens PIK Belje übernommen und in den 1960er Jahren übernahm es die Firma Trokut. Das Dorf verfügte bis zur Mitte der 1970er Jahre über eine Grundschule, ein Krankenhaus, einen Lebensmittelladen, eine Metzgerei, einen Friseur, eine Konditorei, ein Restaurant und ein Kulturzentrum mit Kino. Die Abwanderung der Bevölkerung begann bereits in den frühen 1960er Jahren und beschleunigte sich vor allem in den 1970er Jahren.

## Bevölkerung
1991 waren 61 % der Bevölkerung Kroaten, 18 % Serben, 11 % Ungarn und 7 % Jugoslawen. Im Jahr 2011 hatte die Gemeinde 108 Einwohner und schrumpfte 2021 auf 64 Einwohner.
| Bevölkerungsentwicklung | Bevölkerungsentwicklung | Bevölkerungsentwicklung | Bevölkerungsentwicklung | Bevölkerungsentwicklung | Bevölkerungsentwicklung | Bevölkerungsentwicklung | Bevölkerungsentwicklung | Bevölkerungsentwicklung | Bevölkerungsentwicklung | Bevölkerungsentwicklung | Bevölkerungsentwicklung | Bevölkerungsentwicklung | Bevölkerungsentwicklung | Bevölkerungsentwicklung | Bevölkerungsentwicklung | Bevölkerungsentwicklung |
| ----------------------- | ----------------------- | ----------------------- | ----------------------- | ----------------------- | ----------------------- | ----------------------- | ----------------------- | ----------------------- | ----------------------- | ----------------------- | ----------------------- | ----------------------- | ----------------------- | ----------------------- | ----------------------- | ----------------------- |
| 1857                    | 1869                    | 1880                    | 1890                    | 1900                    | 1910                    | 1914                    | 1931                    | 1948                    | 1953                    | 1961                    | 1971                    | 1981                    | 1991                    | 2001                    | 2011                    | 2021                    |
| 0                       | 617                     | 400                     | 0                       | 286                     | 313                     | 294                     | 0                       | 974                     | 817                     | 773                     | 559                     | 121                     | 233                     | 135                     | 108                     | 64                      |

## Sehenswürdigkeiten
- Das Zentrallager für Getreide wurde 1850 erbaut. Es handelt sich um ein zweistöckiges Gebäude mit rechteckigem Grundriss und mit einer Lagerkapazität von 3000 Tonnen. Hier wurden Getreide sowie Saatgut eingelagert und aufbewahrt. In einem Teil des Gebäudes befindet sich die Mühle.[3]